# Bill Thomson
William Ferguson „Bill“ Thomson (* 23. März 1914 in Troon, Vereinigtes Königreich; † 6. August 1993) war ein kanadischer Eishockeyspieler, der in seiner aktiven Zeit von 1930 bis 1949 unter anderem für die Detroit Red Wings in der National Hockey League spielte. 

## Karriere
Bill Thomson begann seine Karriere als Eishockeyspieler in der Juniorenmannschaft der Kenora Thistles, für die er in der Saison 1930/31 aktiv war. Anschließend spielte er sechs Jahre lang für die Amateurmannschaft Ports Athur Ports – später in Bearcats bzw. Indians umbenannt. Mit der Mannschaft aus Port Arthur repräsentierte er Kanada bei den Olympischen Winterspielen 1936. Im Anschluss an das Turnier blieb er noch ein Jahr lang in Port Arthur, ehe er in das professionelle Eishockey wechselte. In der Saison 1937/38 spielte der Flügelspieler zunächst für die Syracuse Stars aus der International-American Hockey League. Bei diesen begann er auch die folgende Spielzeit, ehe er innerhalb der IAHL zu den Pittsburgh Hornets wechselte. 
Von 1939 bis 1941 stand Thomson für den AHL-Teilnehmer Indianapolis Capitals auf dem Eis. Die Saison 1941/42 verbrachte er bei den Omaha Knights aus der American Hockey Association. Von 1942 bis 1945 lief er wieder für die Indianapolis Capitals in der AHL auf. Parallel zu seinen zahlreichen Stationen in den Minor Leagues, spielte er zudem insgesamt zehn Mal für die Detroit Red Wings in der National Hockey League. 
Von 1945 bis 1949 lief Thomson für die St. Louis Flyers und Hershey Bears in der American Hockey League sowie die Minneapolis Millers, Tulsa Oilers und Dallas Texans in der United States Hockey League sowie die Seattle Ironmen aus der Pacific Coast Hockey League auf. Anschließend beendete der Olympiateilnehmer von 1936 seine Karriere im Alter von 37 Jahren. 

### International
Für Kanada nahm Thomson an den Olympischen Winterspielen 1936 in Garmisch-Partenkirchen teil, bei denen er mit seiner Mannschaft die Silbermedaille gewann.

## Erfolge und Auszeichnungen
- 1936 Silbermedaille bei den Olympischen Winterspielen